# Новоселки (присілок Лавровськ)
Новоселки (рос. Новосёлки) — присілок в Козельському районі Калузької області Російської Федерації.
Населення становить 18 осіб. Входить до складу муніципального утворення Присілок Лавровськ.

## Історія
Від 2004 року входить до складу муніципального утворення Присілок Лавровськ.

## Населення
| 2002 | 2010 |
| ---- | ---- |
| 22   | ↘18  |